# Io ti aspetto
Io ti aspetto – singiel włoskiego piosenkarza Marco Mengoniego wydany pod koniec maja 2015 roku i promujący trzeci album studyjny artysty zatytułowany Parole in circolo.
Singiel zadebiutował na dwudziestym pierwszym miejscu włoskiej listy przebojów.
W maju ukazał się oficjalny teledysk do utworu, którego reżyserem został Luca Finotti. 

## Lista utworów
Digital download
1. „Io ti aspetto” – 3:47

## Notowania na listach przebojów
| Kraj   | Lista (2014)  | Najwyższe miejsce |
| ------ | ------------- | ----------------- |
| Włochy | Album Top 100 | 21                |